# Johann Ernst Günther
Johann Ernst Günther (auch Ernst Günther; * 20. Mai 1787 in Marktbreit; † 3. Juni 1852 in Marktsteft) war Bauer und Bürgermeister von Marktsteft und zwischen 1831 und 1834 Landtagsabgeordneter in der Kammer der Abgeordneten in der Bayerischen Ständeversammlung.

## Leben und Wirken
Johann Ernst Günther wurde am 20. Mai 1787 im schwarzenbergischen Handelsort Marktbreit am Main geboren. Seine Familie war wohl eines der bedeutenden Kaufmannsgeschlechter des Ortes und stellte die Oberschicht der blühenden Gemeinde. Später zog es den evangelischen Günther ins benachbarte Marktsteft, das seine Handelsförderung durch die Markgrafen von Ansbach erfahren hatte, allerdings unter preußischer Herrschaft wieder in Bedeutungslosigkeit versank.
Günther wurde Landwirt in der kleinen Gemeinde und erlebte die Stadterhebung durch die königlich-bayerischen Beamten im Jahr 1819. Ab 1829 bekleidete er sogar das Amt des Bürgermeisters von Marktsteft. Zwei Jahre später stieg er zum Landtagsabgeordneten des 5. Landtages (Untermainkreis/Klasse V) auf, wobei er zur damals inoffiziellen „Opposition“ innerhalb der Bayerischen Ständeversammlung gerechnet wurde. Günther wurde Mitglied des Steuerausschusses. 1834 schied er bereits aus dem Landtag aus. Johann Ernst Günther starb am 3. Juni 1852 in Marktsteft. Eventuell ehrt die in Marktsteft gelegene Güntherstraße das Andenken an den Abgeordneten.